# パット・クレイトン
パット・クレイトン (Pat Clayton) 、P・A・クレイトン (P.A. Clayton) と通称された、パトリック・アンドリュー・クレイトン（Patrick Andrew Clayton DSO MBE、1896年4月16日 - 1962年3月17日） は、イギリスの測量官、陸軍軍人。マイケル・オンダーチェの小説『イギリス人の患者 (The English Patient)』の登場人物ピーター・マドックス (Peter Madox) のモデルとされている 。

## 経歴
1920年代から1930年代にかけて、20年近くにわたりエジプト測量局 (the Egyptian Survey department) に勤務し、それまで地図化されていなかった広大な砂漠地帯の地図を作成した。1931年、ワジハルファからウェイナット山までの三角測量に従事していたとき、イタリアによるクーフラの占領を逃れてウェイナット山を超えてきた難民たちに遭遇し、乾ききった砂漠で死にかけていた多くの命を救う手助けをした。クレイトンは、ラルフ・アルジャー・バグノールドと全面的に協力して、バグノールドの第二次世界大戦前の探検における準備作業や地図作成に関わった。
開戦時、クレイトンは政府の測量官としてタンガニーカにいた。バグノールドは、直ちにクレイトンをエジプトに呼び戻したが、これはクレイトンが西部砂漠に関する詳細な知識を持っていたからであった。クレイトンは情報軍団に配属され、イギリス陸軍の長距離砂漠挺身隊 (LRDG) に加わった。 
1941年、クーフラへの攻撃が計画されていた際、「T」巡察隊を率いていたが、1月31日にシェリフ山付近でイタリア軍のサハラ自動車軍団の襲撃に遭い、この戦闘でクレイトン大尉は負傷し、乗っていた車両は破損した。彼は部下たちとともに捕虜となった。クレイトンは、イタリアのアブルッツォ州に移送され、そこには、2人のドイツ人スパイをリビア砂漠を越えてカイロまで送り込むサラーム作戦のスパイ活動に従事した後のラズロ・アルマシーも訪問してきた。
1941年、クレイトンは、リビア砂漠における業績に対して、王立地理学会から金メダル（創立者メダル）を授与された。

## 死
1962年3月17日に、動脈瘤のため65歳で死去した。

## 関連文献
- Desert Explorer: A Biography of Colonel P.A. Clayton by Peter Clayton
- P. A. Clayton, "The Western Side of the Gilf Kebir" Geographical Journal 81, 254-259, (1933)
- Libyan Sands, Travel in a Dead World about the travels of R.A.Bagnold by Ralph Alger Bagnold
- Long Range Desert Group about the LRDG by Bill Kennedy Shaw
- The Long Range Desert Group about the LRDG by David Lloyd Owen
- The Hunt for Zerzura and World War II about members of the Zerzura Club in World War II by Saul Kelly
- The Secret Life of Laszlo Almasy by John Bierman